# جایزه بزرگ ایتالیا ۱۹۷۰
جایزه بزرگ ایتالیا ۱۹۷۰ (انگلیسی: ‎1970 Italian Grand Prix‎) یک مسابقهٔ موتوری در رشتهٔ اتومبیل‌رانی فرمول یک بود که در تاریخ ۶ سپتامبر ۱۹۷۰ در پیست ناتزیوناله مونتزا واقع در مونتزا، ایتالیا برگزار شد. این گراند پری در میان ۱۳ گراند پری در فصل ۱۹۷۰، مسابقهٔ شمارهٔ ۱۰ بود.
در این مسابقه که در ۶۸ دور و به مسافت ۳۹۱٫۰۰۰ کیلومتر (۲۴۲٫۹۵۶ مایل) برگزار شد، پول پوزیشن توسط ژاکی ایکس کسب شد و سریع‌ترین زمان برای طی یک دور پیست که برابر با ۱:۲۵٫۲ بود نیز توسط کلی رگاتزونی به ثبت رسید.
کلی رگاتزونی از تیم فراری، جکی استوارت از تیم مارچ-فورد و ژان-پیر بلتویز از تیم ماترا به‌ترتیب مقام‌های اول تا سوم مسابقه را کسب کردند.

## رده‌بندی قهرمانی پس از مسابقه
|       | جایگاه | راننده       | امتیاز |
| ----- | ------ | ------------ | ------ |
|       | ۱      | جوهن رایندت  | ۴۵     |
| ۳     | ۲      | جکی استوارت  | ۲۵     |
| ۱     | ۳      | جک برابام    | ۲۵     |
| ۱     | ۴      | دنی هیولم    | ۲۳     |
| ۳     | ۵      | کلی رگاتزونی | ۲۱     |
| منبع: |        |              |        |

|       | جایگاه | سازنده      | امتیاز |
| ----- | ------ | ----------- | ------ |
|       | ۱      | لوتوس-فورد  | ۵۰     |
|       | ۲      | مارچ-فورد   | ۳۹     |
|       | ۳      | برابام-فورد | ۳۵     |
| ۱     | ۴      | فراری       | ۳۴     |
| ۱     | ۵      | مک‌لارن-فورد | ۳۰     |
| منبع: |        |             |        |

یادداشت
- تنها پنج جایگاه نخست از هر رده‌بندی نمایش داده شده‌است.